# Арсен Мирзојан
Арсен Мирзојан (укр. Арсен Романович Мирзоан; рођен 20. маја 1978) је украјински певач и текстописац. Проглашен је за „Заслужног умјетника Украјине“ 2020. године и одликован је „Орденом за заслуге, 3. реда“ 2022. године.

## Биографија
Арсен Мирзојан је рођен јерменског поријекла у Запорожју, у Украјини, 1978. године и завршио је школу 1995. године. Током школских година, учествовао је и на концертима и писао пјесме, од којих су неке касније коришћене у његовим пјесмама. Међутим, није имао формално музичко образовање, те је касније стекао квалификације инжењера обојене металургије на Инжењерском институту Запорошког националног универзитета. Затим је радио у Запорожју, прво за произвођача авионских мотора Мотор Сич, а затим у машинској радионици произвођача челика Запорожстаљ, гдје је дванаест година радио као руководилац градилишта.
Мирзојан има два сина, Влада и Артема, са својом првом женом Аном. Међутим, спријатељио се са Антонином Матвијенко у емисији „Холос Крајине“ 2011. године, а њихова веза се развила тако да је крајем 2013. године поднио захтјев за развод од Ане. Мирзојан и Матвијенко имају ћерку Нину (рођену 15. јануара 2016. године) и вјенчали су се 15. јуна 2017. године. Одржава топао однос са својим синовима.

## Музичка каријера
Године 1998, његови пријатељи су га позвали да се придружи њиховом рок бенду, и то се развило у бенд „Тотем“, чији је састав био донекле флуидан. Из овога, Мирзојан је основао бенд под називом „Бабурка“, који је наступао на фестивалима као што су „Бисери сезоне“ и „Червона рута“, гдје је упознао Олександра Положинског, вођу бенда „Тартак“. Положински је водио ТВ програм на каналу ТНТ-Русија под називом „Свјежа крв“ у којем су се појављивали нови млади таленти, а позвао је и „Бабурку“ да учествује.
Године 2000, Мирзојан је оглувио на лијево ухо, а 2004. је потпуно оглувио. Тек након што су љекари користили протезе како би му повратили слух, његова музичка каријера је могла да се настави.
Године 2008. наступао је са бендом „Тартак“ на фестивалу „Тавријске игре“ на позив Положинског. Исте године је стигао до финала емисије „Смијех без правила“ на каналу ТНТ-Русија и освојио шесто мјесто.
Година 2011. је била важна за Мирзојана. Учествовао је на вокалном ТВ такмичењу Голос Країни (Глас земље) на украјинском ТВ каналу „1+1“, као одскочну даску за своју музичку каријеру. Освојио је четврто мјесто, а такође се спријатељио са једном од финалисткиња, Антонином Матвијенко, ћерком украјинске пјевачице Нине Матвијенко.
Након полуфинала, потписао је петогодишњи уговор са Universal Music-ом у вези са пјесмом „Night“. Затим је 30. новембра објављен његов деби албум "Ґудзики" са десет соло песама и додатном нумером "Івана Купала" ("Иван Купала") која је изведена у дуету са Антонином Матвијенко. Послије тога је 2013. уследио албум „Незручні ліжка“ продуцента Виталија Телезина. Даљи албуми су објављени у наредним годинама, а 2016. године је објавио компилацијски албум својих најпопуларнијих пјесама, једноставно назван Арсен Мирзојан.
Године 2017. учествовао је на украјинском националном избору за Пјесму Евровизије и стигао до полуфинала са песмом „Џералдина“, коју је написао заједно са Полом Манондизом, посвећеној Џералдин Чаплин, ћерки глумца немог филма Чарлија Чаплина. Исте године објавио је албум „Слова и Ноти“ (Ријечи и биљешке).
Године 2018, предузео је турнеју у част Владимира Висоцког (1938–1980), утицајног совјетског кантаутора, пјесника и глумца који би те године напунио 80 година. Мирзојан каже да је почео да учи Висоцкијеве пјесме са пет година.
Уследила су још два албума: „Інгредієнт“ (Састојак) 2019. и „Монархія“ (Монархија) 2021. године, који је укључивао дует са његовом петогодишњом ћерком Нином. Године 2020. проглашен је за „Заслужног умјетника Украјине“, а затим му је 2022. године додјељен „Орден за заслуге, 3. степена“.
Након руске инвазије на Украјину у фебруару 2022. године, Мирзојан је током војне службе у бици за Кијев написао своју пјесму „Моја земља“, подстичући људе да остану у Украјини и да се боре.[9] Рекао је: „'Моја земља' је о мојој одлуци да останем и борим се. Желео сам да ојачам осјећања према онима који су оклијевали да остану или побегну. Желио сам да подржим оне који су одлучили да остану у Кијеву.“[9] Мирзојан ради са добротворном фондацијом Запорука, и док се хуманитарна помоћ истоварује, он држи импровизоване концерте за војнике. Дана 24. августа 2022. године, на Дан независности Украјине, Мирзојан је заједно са супругом и ћерком Нином учествовао у посебном онлајн концерту на Фејсбук страници Делегације ЕУ у Украјини.

## Дискографија

### Албуми
- 2011 – "Ґудзики" (Дугмета)
- 2013 – "Незручні ліжка" (Неудобни кревети)
- 2015 – "Ніч" (Ноћ)
- 2016 – "Паперовий сніг" (Папирни снијег)
- 2017 – "Слова і Ноти" (Ријечи и биљешке)
- 2019 – "Інгредієнт" (Састојци)
- 2021 – "Монархія" (Монархија)